# Neverland (álbum de Night Ranger)
Neverland —en español: País de Nunca Jamás— es el séptimo álbum de estudio de la banda estadounidense de hard rock Night Ranger  y fue publicado en 1997 por Legacy Recordings en Estados Unidos y Europa,   mientras que en Japón fue lanzado por el sello Zero Corporation.

## Grabación y publicación
Las grabaciones de Neverland se realizaron en 1996 con la alineación original de la banda, siendo desde el álbum Man in Motion de 1988 que los integrantes fundadores grababan un disco de estudio.  La publicación del álbum se realizó primero en Japón en marzo de 1997 por Zero Corporation, en tanto, el lanzamiento en los EE. UU. y el continente europeo fue efectuado por Legacy Recordings en el mes de julio del mismo año. La edición japonesa elimina el tema «Walk in the Future» y lo sustituye por una versión en vivo del sencillo «(You Can Still) Rock In America», grabada en 1997.

## Recepción
El disco alcanzó gran popularidad en Japón, posicionándose en el 19.º puesto de los listados del Oricon,  siendo la primera ocasión desde 1989 con el compilado Greatest Hits que no conseguía entrar en los primeros veinte lugares del Oricon Albums Chart.
El editor de Allmusic Cub Koda reseñó este álbum, mencionando que la reunión de los cinco músicos originales de Night Ranger en este disco «siembran terreno algo familiar y extraño», refiriéndose a los temas del mismo.  A respecto de las canciones, Koda destaca dos melodías de Neverland, pues al resto del álbum lo describe como «un intento de sonar como una banda de rock alternativo», aunque afirma que «el disco es una prueba de que sigue siendo Night Ranger».

## Lista de canciones
| Versión estadounidense y europea |                          |                                               |          |  |
| N.º                              | Título                   | Escritor(es)                                  | Duración |  |
| 1.                               | «Forever All Over Again» | Jack Blades / Chuck Cannon                    | 4:59     |  |
| 2.                               | «Neverland»              | Blades / Dean Grakal / Mark Hudson            | 3:41     |  |
| 3.                               | «As Always I Remain»     | Blades / Kelly Keagy / Brad Gillis            | 4:35     |  |
| 4.                               | «Someday I Will»         | Blades / Keagy / Gary Burr                    | 4:16     |  |
| 5.                               | «My Elusive Mind»        | Blades / Pat MacDonald / Mark Edward C. Nevin | 3:56     |  |
| 6.                               | «New York Time»          | Blades / Keagy / Jeff Watson                  | 4:40     |  |
| 7.                               | «Walk in the Future»     | Blades / Keagy                                | 4:01     |  |
| 8.                               | «Slap Like Being Born»   | Blades / Keagy / Burr                         | 3:55     |  |
| 9.                               | «Sunday Morning»         | Blades / Watson                               | 4:56     |  |
| 10.                              | «Anything for You»       | Blades / Keagy                                | 4:29     |  |
| 11.                              | «I Don't Call This Love» | Blades / Watson                               | 4:09     |  |
| 47:37                            |                          |                                               |          |  |

| Versión japonesa |                                                 |                            |          |  |
| N.º              | Título                                          | Escritor(es)               | Duración |  |
| 1.               | «New York Time»                                 | Blades / Keagy / Watson    | 4:40     |  |
| 2.               | «As Always I Remain»                            | Blades / Keagy / Gillis    | 4:35     |  |
| 3.               | «Neverland»                                     | Blades / Grakal / Hudson   | 3:41     |  |
| 4.               | «Slap Like Being Born»                          | Blades / Keagy / Burr      | 3:55     |  |
| 5.               | «Someday I Will»                                | Blades / Keaagy / Burr     | 4:16     |  |
| 6.               | «I Don't Call This Love»                        | Blades / Watson            | 4:09     |  |
| 7.               | «Sunday Morning»                                | Blades / Watson            | 4:56     |  |
| 8.               | «Anything for You»                              | Blades / Keagy             | 4:29     |  |
| 9.               | «My Elusive Mind»                               | Blades / MacDonald / Nevin | 3:56     |  |
| 10.              | «Forever All Over Again»                        | Blades / Cannon            | 4:59     |  |
| 11.              | «(You Can Still) Rock in America '97» (en vivo) | Blades / Gillis            | 4:45     |  |
| 48:21            |                                                 |                            |          |  |

## Créditos

### Night Ranger
- Jack Blades — voz principal y bajo.
- Kelly Keagy — voz principal y batería.
- Brad Gillis — guitarra y coros.
- Jeff Watson — guitarra y coros.
- Alan Fitzgerald — teclados.

### Músicos adicionales
- The Night Riders
- David Campbell — director de orquesta y arreglos de cuerda.
- Jesse Bradman — coros.

### Personal de producción
- Ron Nevison — productor, ingeniero de audio y mezcla.
- Bob Clearmountain — mezcla.
- Ryan Freeland — mezcla.
- George Marino — masterización.

## Posicionamiento
| Año  | País  | Lista               | Posición máxima |
| ---- | ----- | ------------------- | --------------- |
| 1997 | Japón | Oricon Albums Chart | 19.º            |